# Калиновка (Тернопольская область)
Калиновка (укр. Калинівка) — село в Зборовской городской общине Тернопольского района Тернопольской области Украины.
Код КОАТУУ — 6122684301. Население по переписи 2001 года составляло 250 человек.
До 2020 года входило в Зборовский район.

## Географическое положение
Село Калиновка находится на правом берегу реки Стрыпа,
выше по течению на расстоянии в 1,5 км расположено село Погребцы,
ниже по течению на расстоянии в 2 км расположено село Хоростец (Козовский район),
на противоположном берегу — село Футоры.

## История
- 1724 год — дата основания как село Цецово.
- В 1964 году переименовано в село Калиновка.

## Объекты социальной сферы
- Школа I ст.
- Клуб.
- Фельдшерско-акушерский пункт.

## Достопримечательности
- Могила чешских воинов, погибших у села в Первую мировую войну.
- Братская могила советских воинов.